# Campsicnemus coloradensis
Campsicnemus coloradensis är en tvåvingeart som beskrevs av Harmston och Miller 1966. Campsicnemus coloradensis ingår i släktet Campsicnemus och familjen styltflugor.
Artens utbredningsområde är Colorado. Inga underarter finns listade i Catalogue of Life.